# Dúber Quintero
Duber Armando Quintero Artundaga (Gigante, Huila, 23 de agosto de 1990) es un ciclista profesional colombiano. Actualmente corre para el equipo profesional continental el Colombia.

## Palmarés
2014
- 1 etapa del Tour de Langkawi

## Equipos
- Colombia (2012-2014)
  - Colombia-Coldeportes (2012)[1]
  - Colombia (2013-2014)